# Schatzfund von Großbodungen

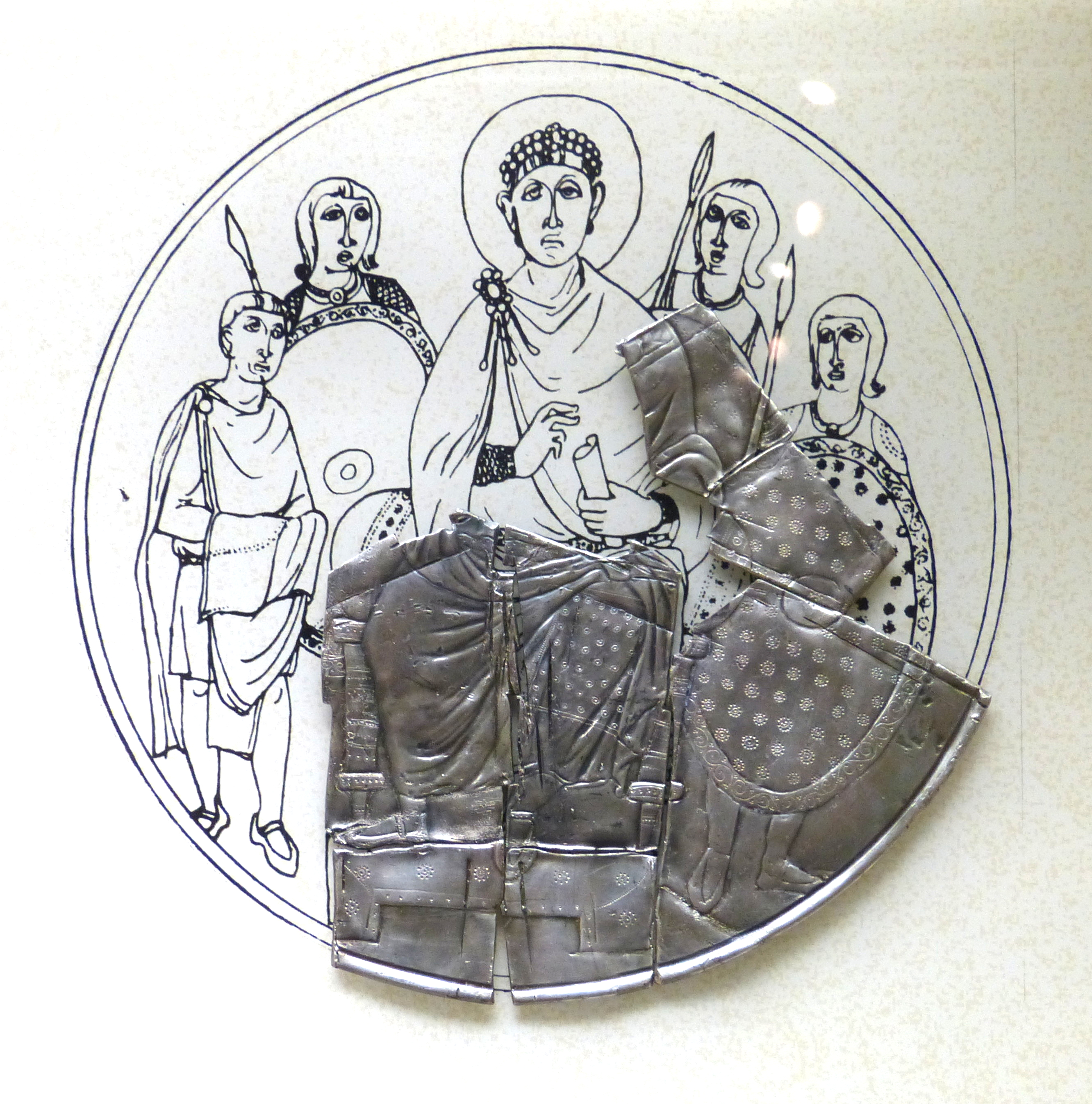
Silberplatte von Großbodungen

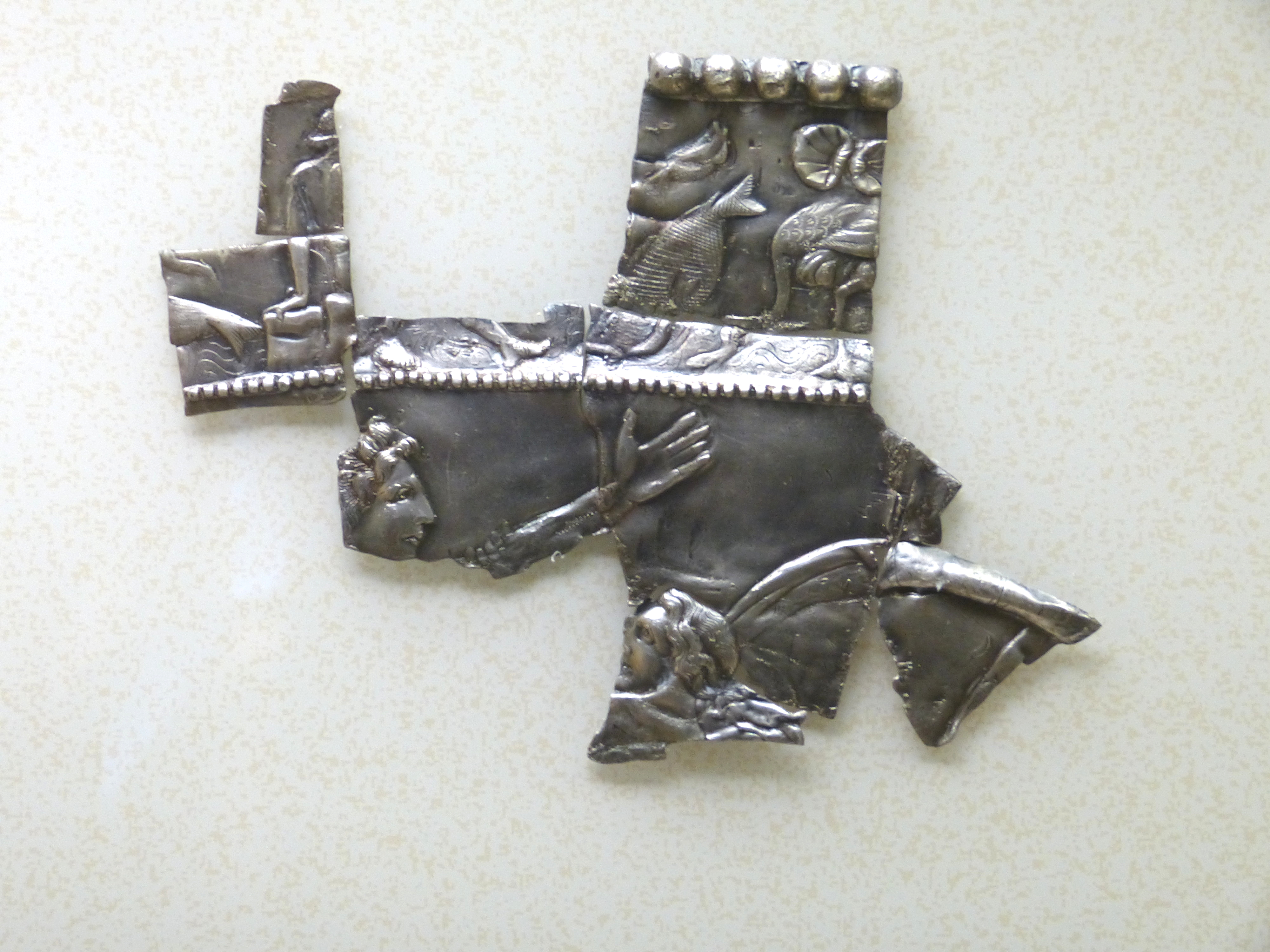
Fragmentiertes kaiserzeitliches Silbergefäß aus dem Schatzfund von Großbodungen

Der Schatzfund von Großbodungen ist ein völkerwanderungszeitlicher Depotfund des 5. Jahrhunderts n. Chr., der 1936 bei Großbodungen im Landkreis Eichsfeld in Thüringen entdeckt wurde.

## Fundgeschichte
Nach dem publizierten Fundbericht wurde Ende Mai 1936 beim Kartoffelhacken zunächst eine Goldmünze, ein spätantiker Solidus, zufällig entdeckt. Noch im Laufe des gleichen Tages kamen elf weitere Solidi ans Licht. Im September wurden beim Roden der Kartoffeln sieben weitere Goldmünzen, darunter ein gefasstes Medaillon gefunden. Nach Angabe des Finders lagen die Geldstücke direkt unter der Erdoberfläche. Der Entdecker grub dann selbst nach und fand einige Fragmente von Silbergefäßen und Reste eines Bronzegefäßes. Nach der Kartoffelernte führte das zuständige Landesmuseum eine Nachuntersuchung durch, bei der weitere Bruchstücke des Bronzegefäßes ausgegraben wurden. Überreste von weiteren spätantiken Befunden wurden im nahen Umkreis nicht beobachtet.
Die Funde befinden sich im Landesmuseum für Vorgeschichte in Halle. Wilhelm Grünhagen hat sie in seiner Dissertation bearbeitet und 1954 in einer Monographie publiziert.

## Zusammensetzung des Fundes
Die Angaben des Finders zur Anzahl der Münzen sind widersprüchlich, es waren entweder 19 oder 21 Stück. Das älteste Exemplar ist ein durchlochter und gefasster Solidus des Magnentius. In der Münzreihe sind Stücke von Valentinian I., Valentinian II., Theodosius I., Arcadius, Honorius und Konstantin III. vertreten. Der Terminus post quem der Niederlegung ist durch die Münzen des Usurpators Konstantin III. nach 407/411 gegeben. Grünhagen hält mit Hinweis auf den Schatz von Velp und den Goldschatz von Dortmund eine etwas spätere Datierung im ersten Viertel des 5. Jahrhunderts für möglich.
Prominentestes Stück unter den Hacksilberobjekten des Fundes ist die Silberplatte, von der nur Fragmente des unteren Teils mit Darstellung eines sitzenden Kaisers mit Begleitpersonen überkommen sind. Im Vergleich zu Funden wie dem Theodosius-Missorium kann diese Platte als kaiserliches Geschenk (Largitio) interpretiert werden. Fragmente eines weiteren, steilwandigen Gefäßes mit Perlrand sind mit wenigstens zwei Bilderfriesen verziert. Im oberen Teil befindet sich eine Meeresszene mit Fischen, einer Muschel, Wasservögeln und einem nur teilweise erhaltenen mutmaßlichen Fischer. Vom unteren Fries sind nur Teile zweier menschlicher Figuren erhalten. Außerdem wurden zwei Fragmente von der Mündung eines Schankgefäßes, drei Bruchstücke von einer flachen Schale mit Standring, zwei Teile eines Gefäßes mit Wulstrand sowie ein nicht näher bestimmbares Bruchstück geborgen.
Weiterhin fanden sich Fragmente eines kleinen Gefäßes aus Buntmetall, dessen Form bei der Fundvorlage nicht sicher rekonstruiert werden konnte.